# A testmozgás fiziológiája

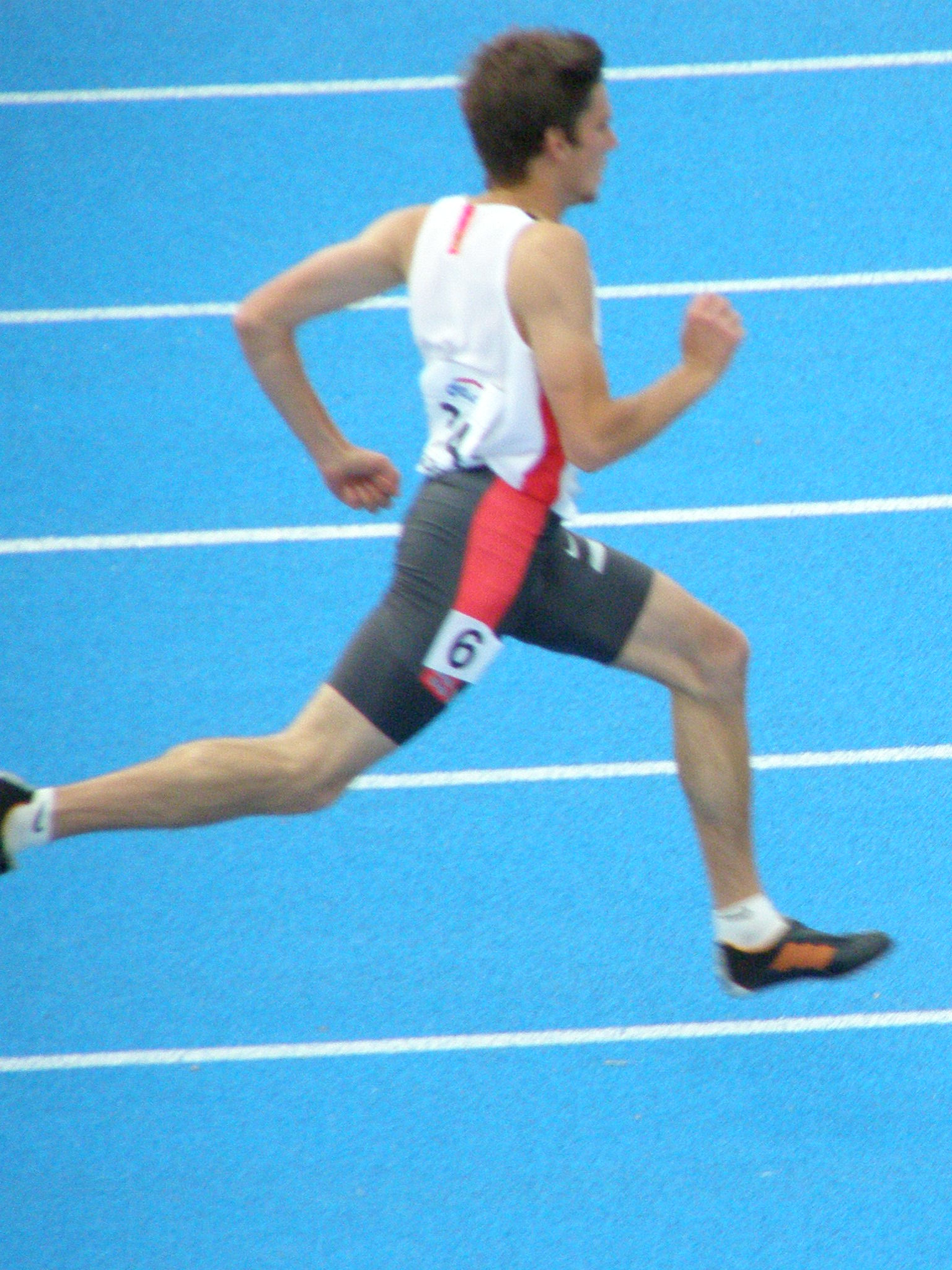
Atléta futás közben

A testmozgás fiziológiája az emberi testmozgás, vagy fizikai aktivitás, egy mindenütt, szinte mindig előforduló állapot, változatosságában oly gazdag, hogy igazi fiziológiai pihenő állapotot szinte nem is lehet elérni. Egyszerűsítve a vázizmok összehúzódását jelenti, mely fokozott energiaigénye miatt a test összes szervrendszerét aktiválja és befolyásolja. Egy egyszeri epizód (heveny, akut testmozgás) más választ vált ki, mint a többszörös, ismétlődő testmozgás, azaz a testedzés vagy sport. 
A mozgásnak több formája van, ez függ a mozgásban részt vevő izomtömeg nagyságától (egy ujj, egy kar, mindkét láb), az erőkifejtés intenzitásától, időtartamától és az izom-összehúzódás minőségétől (izometrikus vagy izotónikus összehúzódás). Ez a sokoldalúság maga után vonja azt a tényt, hogy a mozgás különböző hatást vált ki egy egészséges szervezetben, mint egy betegben, egy fiatal esetében, mint egy idősebb esetében. A testmozgás lehet egészséges, jelentéktelen vagy káros. Hatása az egyén egészségi állapotától függ.

## A mozgás "mérése"
A dinamikus testmozgás nem más mint a vázizom (harántcsíkolt izomzat) összehúzódásának (kontrakció) és ellazulásának (relaxáció) ritmikus váltakozása. Mivel egy mozgásban levő izom a szükséges energiát főleg oxidatív metabolizmus során szerzi, a hagyományos, standard eljárás nem más, mint az oxigénfelvétel mérése, szájon keresztül. Minden egyénnek van egy úgynevezett maximális kapacitása, mely 20-szor nagyobb mint a nyugalmi állapotban észlelt oxigénfelvétel. A maximális VO2 csökken a korral, fokozott mozgáshiány valamint magas zsírtömeg esetén. A VO2 segítségével meghatározható az egyén átlagos munkabíró képessége.

## Szív és érrendszeri változások

### A vérkeringés fokozódik az aktív izomban
A helyi szabályozás biztosítja, hogy csak az aktív, fokozott metabolizmusú izomcsoport kapjon megfelelő vérellátást és oxigénmennyiséget. A szívérrendszeri szabályozást az idegrendszer vérkeringési (kardiovaszkuláris) központja biztosítja. Kezdetben az agy motorikus központja aktiválódik: az összneuronális aktivitás arányos a mozgásban levő izomtömeggel és a mozgás intenzitásával. A motorikus kéregrégió kapcsolatban van a vérkeringési központtal, ezáltal csökkenti a vagális (paraszimpatikus) tónust, ennek következtében nő a szívfrekvencia, valamint átállítja az érfalakban található nyomásérzékelőket (baroreceptorok) egy magasabb aktiválópontra. Amint a mozgás foka tovább növekedik, az izomszövetben tejsav keletkezik, mely az izomban található idegvégződéseket ingerli, ezek jeleket küldve az agyba és fokozva ezáltal a szimpatikus tónust. Ennek ellenére mégsem következik be helyi érszűkület, mivel további helyi tényezők fenntartják az értágulatot és ezáltal a fokozott véráramlatot: csökkent pH, növekedett NO szint, értágító prosztanoidok. A fokozott szimpatikotónia viszont növeli a szívfrekvenciát, a szív összehúzódásának sebességét és erejét, növelve ezáltal a hozamot (cardiac output). A szimpatikus idegrendszer fokozott érszűkítő hatása az izomzat ereit jelentősen nem befolyásolja tehát, de annál inkább igen a többi szervekét: a vese, valamint a bélrendszer szintjén akár 75%-kal is lecsökkenhet a véráramlás, intenzív edzés közben.  Az emberi agy viszont nem szenvedhet ekkora csökkenést, erről pedig helyi, autonóm rendszer gondoskodik, így az agy vérellátása folyamatosan állandó szinten marad. 
A fokozott szimpatikotónia bizonyos esetekben veszélyes lehet: melegben és vízhiány esetén súlyos hipertermiához és hipotenzióhoz (alacsony vérnyomáshoz) vezethet. Habár a rendszeres edzés biztosíthat bizonyos akklimatizációt, a fentebb említett kondíciók akár profi sportolók számára is veszélyesek lehetnek.

### A szív
A megnövekedett vérnyomás, szívfrekvencia és szívizom-összehúzódás fokozza a szívizom oxigén igényét. Ezt a fokozott igényt a koszorúerekben megnövekedett véráramlás elégíti ki, véráramlás, mely 5-szörösére növekedhet a pihenő állapothoz képest. Ezt lokális metabolikus tényezők váltják ki: NO, adenozin, ATP-érzékeny kálium kanálisok aktiválódása. Az oxigén felvétel a koszorúerekben nyugalmi állapotban is magas, edzéskor 80%-ra növekedhet. Egészséges emberekben semmilyen körülmények között nem alakulhat ki szívizom elégtelenség.
Hosszú távon a szívizom hozzászokik, adaptálódik a rendszeres mozgáshoz: a szívkamra kitágul (hosszú időintervallumú, ritmikus izotóniás mozgás esetén) vagy megvastagszik a fala (hypertrophia, izometriás mozgás esetén, például a súlyemelés).
A rendszeres testedzés javítja az endothelium (szívfal legbelső rétege) válaszreakcióját az adenozinnal szemben. Megőrzi az endothelium értágító funkcióját, ezért ez a hatás számít az egyik, hosszú távon bekövetkezett, legfontosabb változásnak. (Az endothelium a legérzékenyebb az oxigénhiányra és a legkönnyebben infarktizálodó terület)

### Zsíranyagcsere
A rendszeres, dinamikus testedzés jó hatással van a zsíranyagcserére (Lipidémia), éspedig növeli a vérben a HDL-t (high density lipoprotein), csökkenti a triglicerideket. Ezek a változások bármilyen korban bekövetkeznek, ha a mozgás rendszeres. A zsírszövet csökkenésével és az inzulin iránti szövetszenzitivitás fokozódásával magyarázható ezen jótékony hatása a mozgásnak. A mozgás fokozza a zsíranyagcserét, valamint a sejtek metabolikus kapacitását, ami a szabad zsírsavak β-oxidációját illeti.

## Légzőrendszer
Talán a legkevésbé érintett szervrendszer a légzőrendszer. A széles körökben elterjedt hiedelem, hogy a rendszeres testmozgás javítja a tüdőkapacitást, az téves. A légzőizmok megerősítésére tervezett gyakorlatok is legfőbb 3%-kal javítják ezt. A légzőizmok megedzése által nő az ellenálló képességük a fizikai aktivitással szemben, ezáltal csökkenhet a légszomj érzete.

## Bélrendszeri, metabolikus és endokrin válasz
A mozgás hatásai a bélrendszerre még kevésbé ismertek. Ennek ellenére köztudott, hogy fontos szerepet játszik az elhízás és a 2-es típusú diabetes megelőzésében.
Közvetlenül étkezés után nem ajánlott a testmozgás, mivel befolyásolja a nyelőcső motilitását és gastroesophagealis refluxot okozhat. Továbbá a rendszeres mozgás elősegíti a gyomorürítést és fokozza a bélmozgást. Ezek a változások gyorsabb táplálékfeldolgozáshoz és fokozottabb étvágyhoz vezetnek. A vastagbél ürülését fokozva és ezáltal a káros, toxikus anyagok kiürítését elősegítve, csökkentheti a vastagbélrák rizikóját. Edzés közben csökkenhet a víz, glükóz és elektrolitek felszívódása, akut hasmenéses epizód profi sportolóknál is előfordulhat. Emésztési rendellenesség azonban egészséges embereknél soha nem lép fel. 
Az elhízás gyakori orvosi probléma a mai társadalomban. Az elhízás egyenes út a magas vérnyomás, szívbetegségek (koszorúér atherosclerosisos megbetegedése, szívelégtelenség) és a cukorbetegség felé. A rendszeres testedzés sokkal többet ér, mint bármilyen diéta egymagában. Ennek ellenére a legnagyobb probléma a gyakorlatban továbbra is az emberek együttműködésének hiánya marad, több mint 50%-a feladja, még a rövid programú edzésterveket is.
Az izomszövet "mindenevő", a mozgás intenzitása, időtartama, az egyén edzettsége, a szövet metabolikus kapacitása és a tápanyag hozzáférhetősége határozza meg az energiaforrást. Rövid időtartamú mozgás esetében a makroerg foszfátok (ATP és kreatininfoszfát)raktárkészlet elégséges, hosszabb idejű edzés esetében viszont beindul a glikolízis, amely az anaerob metabolizmus egyik formája és melynek során, melléktermékként, tejsav keletkezik. A glikolízishez szükséges szénhidrátok az izomszövetben tárolt glikogénből (később a májraktárokban levőből) és a vérben keringő glükózból származnak. Azok a tényezők, melyek növelik a szénhidrátok hozzáférhetőségét, növelik az ellenálló képességet is. Ezek a tényezők: az edzést megelőzően elfogyasztott szénhidrátok, edzés közben orálisan bevitt szénhidrátok, sejtadaptáció a rendszeres edzés miatt, amely javítja a szabad zsírsavak β-oxidációját. Hipoglikémia egészséges szervezetben nagyon ritkán alakul ki. 
A kialakult szimpatikotónia végett csökken az inzulintermelés, ennek ellenére az izomban megnövekedik a glükózfelvétel. Az inzulin csökkenése a vérben maga után vonja újabb inzulinreceptorok megjelenését az inzulindependens szövetek sejtjeinek felszínén (up-regulation), így fokozódik az inzulin iránti szenzitivitás, megelőzve a 2-es típusú diabetest, valamint magyarázva a mozgás elengedhetetlen fontosságát 2-es típusú diabetes kezelésében.